# スターサンズ
スターサンズ（Star Sands）は、 日本の独立系映画会社。映画製作・映画配給を主な事業とする。代表作は『かぞくのくに』『新聞記者』など。社名の由来は「星の砂」から来ている。

## 沿革
- 2008年 - 映画プロデューサーの河村光庸により設立。当初は外国映画の配給のみ行っていた。
- 2010年 - 韓国映画『息もできない』を配給（ビターズ・エンドと共同配給）。日本国内でも数々の映画賞を受賞し、キネマ旬報ベスト・テン第１位を獲得。
- 2012年 - ヤン・ヨンヒ監督『かぞくのくに』を製作・配給。キネマ旬報ベスト・テン第１位を獲得し、国内での多数の受賞の他、米アカデミー賞・外国語映画賞の日本代表にも選出された。
- 2019年 - 『新聞記者』を製作・配給。第43回日本アカデミー賞において最優秀作品賞を受賞し、興行収入も6億円を突破する最大のヒット作となる。
- 2022年 - 代表取締役社長であった河村光庸が死去。

## 主な配給・制作映画
- 牛の鈴音（2009年）
- 息もできない（2010年）
- かぞくのくに（2012年）
- 二重生活（2016年）
- あゝ、荒野 前編（2017年）
- あゝ、荒野 後編（2017年）
- 新聞記者（2019年）
- 宮本から君へ（2019年）
- i-新聞記者ドキュメント-（2019年）
- MOTHER マザー（2020年）
- ヤクザと家族 The Family（2021年）
- 茜色に焼かれる（2021年）
- パンケーキを毒見する（2021年）
- 空白（2021年）
- 妖怪の孫（2023年）
- ヴィレッジ（2023年）
- 月（2023年）
- ミッシング（2024年）